# Chaetocnema breviuscula
Chaetocnema breviuscula is een keversoort uit de familie bladkevers (Chrysomelidae). De wetenschappelijke naam van de soort werd in 1884 gepubliceerd door Franz Faldermann.